# David Nugent
David James Nugent (født 2. maj 1985 i Huyton, England) er en engelsk fodboldspiller, der spiller som angriber hos Football League Championship-klubben Derby County. Han har tidligere spillet for blandt andet Portsmouth, Middlesbrough og Bury.
I 2008 var han med Portsmouth F.C. med til at vinde FA Cuppen, efter finalesejr over Cardiff City.

## Landshold
Nugent spillede i 2007 en enkelt kamp for Englands landshold, som faldt den 28. marts 2007 i et opgør mod Andorra. Nugent scorede tilmed det sidste mål i den engelske sejr på 3-0. 
Som ungdomsspiller spille Nugent desuden flere kampe for Englands U-21 hold.

## Titler
FA Cup
- 2008 med Portsmouth F.C.